# Marceli Godlewski
Pour les articles homonymes, voir Godlewski.
Marceli Godlewski, né le 15 janvier 1865 à Turczyn et mort le 25 décembre 1945 à Anin, est un prêtre catholique polonais membre du Comité national polonais qui fut nommé, à titre posthume, Juste parmi les nations.

## Biographie

### Formation etPremière Guerre mondiale
Marceli Godlewski est successivement diplômé du gymnase de Suwałki puis du séminaire de Sejny. En 1888, il est ordonné prêtre puis part terminer ses études théologiques à Rome où il obtient un doctorat en 1893. En 1903, il reçoit la Sainte Croix Pro Ecclesia et Pontifice. Deux ans plus tard, il fonde la Christian Workers Association dans l'objectif de lutter contre la misère et de soutenir les populations ouvrières d'un point de vue religieux, économique et éducatif. En 1909, il entreprend la création de la Maison du Peuple, première du genre, qui doit rassembler de nombreuses institutions dont le premier principe est l'entraide. Le bâtiment initial comprend notamment une banque d'épargne et de crédit, un restaurant à bas prix, une salle commune et une salle de cinéma. Outre cela, Godlewski est membre de la Ligue Nationale, une organisation politique polonaise secrète fondée en 1893. En août 1914, alors que la guerre vient d'éclater, il manifeste son soutien à Nicolas Nikolaievitch de Russie, commandant suprême de l'armée impériale russe, et lui envoie un télégramme dans lequel il déclare que le peuple polonais est prêt à  verser son sang  pour lutter contre  l'ennemi commun . Il espère que cela puisse être une  garantie de vie dans la paix et l'amitié . Par la suite, il devient membre du Comité national polonais.

### Seconde Guerre mondialeet fin de vie
En 1915, il est affecté dans la paroisse de la Toussaint près de Varsovie. Il ne quitte pas cette zone jusqu'au début de la Seconde Guerre mondiale en 1939. Sa paroisse est alors intégrée au ghetto de Varsovie. Godlewski tente de secourir les Juifs et aide même certains d'entre eux à s'échapper tel que Louis-Christophe Zaleski-Zamenhof. Il est contraint de quitter les lieux lors de la liquidation du ghetto en juillet 1942. La plupart des Juifs auxquels il a apporté de l'aide meurent au camp d'extermination de Treblinka. 
Marceli Godlewski décède en décembre 1945 à l'âge de 80 ans et est inhumé avec plusieurs autres prêtres dans une tombe commune au cimetière de Powazki à Varsovie. 
En juillet 2009, l'institut de Yad Vashem lui a décerné le titre de Juste parmi les nations.

## Activité journalistique
Marceli Godleweski joue un rôle dans la presse de son époque et contribue à plusieurs organes de presse. Ainsi, il est, de 1907 à 1910, l'éditeur du journal Pracownik Polski puis, de 1911 à 1912, de l'hebdomadaire Kronika Rodzinna. À partir de 1913, il travaille pour l'hebdomadaire socialiste Nasz Sztandar. Parallèlement, il dirige depuis 1909 le mensuel Qui est Dieu (fonction qu'il quitte en 1915). Il contribue également au mensuel Mouvement Social Chrétien. En août 1914, il prend la direction du quotidien Kuryer dla wszystkich et de Nouvelles de la paroisse. La guerre interrompt définitivement son activité. 

## Publications
- 1897 : Un bon catholique parmi les protestants.
- 1897 : Images symboliques d'un homme pécheur, justifié et sanctifié.
- 1899 : Archéologie biblique. Il s'agit du premier manuel polonais axé sur l'histoire de la Palestine antique.
- 1900 : Un examen pratique de conscience : sur le sacrement de pénitence.
- 1901 : Jésus, Marie, Joseph : un livre pour le service.
- 1903 : Père Saint Pie X : courte biographie agrémentée d'un portrait et de plusieurs dessins.
- 1904 : Pour la défense de l’Église : polémique avec les pasteurs luthériens.